# Michel Carlat
Michel Carlat, né le 4 juin 1938 à Paris et mort le 17 mars 2006 à Ardoix est un spécialiste de l'histoire et de l'architecture rurales du Vivarais. 
Il a tenu pendant deux ans la chaire d'Emmanuel Le Roy Ladurie au Collège de France. Auteur de nombreux articles, il était membre du comité de rédaction de la Revue du Vivarais.

## Publications
- La maison rurale du Vivarais. Essai pour une mise en valeur d'un habitat traditionnel, chez l'auteur, Eclassan, 1975, 51 p.
- Les maisons rurales du canton de Villeneuve-de-Berg et de ses entours [Ardèche], dans Revue de la Société des enfants et amis de Villeneuve-de-Berg, 36e année, n. s., No 31, 1976, p. 44-48
- Cheminées et toitures en pays vivarois, in Connaissance du pays d'oc, No 22, novembre-décembre 1976, p. 39-41
- Les balcons du Vivarais, in Combat Nature, No 25, 1976, p. 26-29
- Architecture villageoise, in Catalogue de l'exposition Architecture et décor : treize années d'archéologie à Alba, château d'Alba, 1977, p. 48-57
- La maison rurale traditionnelle du haut Vivarais, in Archéologia, No 109, août 1977, p. 44-57
- Les maisons vivaroises, in Maisons paysannes de France, 1977, No 4, p. 10-11
- Le théâtre d'agriculture, manuel d'architecture pratique, in Revue de la Société des enfants et amis de Villeneuve-de-Berg, 37e année, n. s., No 32, 1977, p. 42-45
- Les maisons vivaroises, in Vivarès, terra occitana, annada 4, No 12, auton (1er octobre 1977), p. 340-341
- Quelques notes concernant les rites de protection et la symbolique dans la maison vivaroise, in Revue du Vivarais, t. 83, juillet-septembre 1978, No 3, p. 163-173
- Plaidoyer contre un massacre, in Revue de la Société des enfants et amis de Villeneuve-de-Berg, 38e année, n. s., No 33, 1978, p. 32-38
- Les toits de lauses en Ardèche, Haute-Loire et Lozère, in L'architecture rurale en pierre sèche, t. 2, 1978, p. 88-93
- La maison du Coiron [Ardèche], in Revue de la Société des enfants et amis de Villeneuve-de-Berg, 39e année, n. s., No 34, 1979, p. 30-34
- avec Charles Forot, Le feu sous la cendre. Le paysan vivarois et sa maison, Le Pigeonnier, Saint-Félicien (Ardèche), 1979, 2 vol., 1056 p., en part. t. 2, chap. 15 (La maison)
- La maison du Coiron [Ardèche], in Revue de la Société des enfants et amis de Villeneuve-de-Berg, 39e année, n. s., No 34, 1979, p. 30-34
- Les logis d'Alba [Ardèche], in Revue de la Société des enfants et amis de Villeneuve-de-Berg, 40e année, n. s., No 35, 1980, p. 10-16 + 2 pl. h. t.
- Les composantes historiques de l'architecture rurale vivaroise, in Revue du Vivarais, t. 85, No 2, avril-juin 1981, p. 112-121
- L'Ardèche traditionnelle, Ed. Curandera, Poët-Laval, 1982, 160 p.
- Architecture rurale en Vivarais : l'habitat rural traditionnel de l'Ardèche, Librairie Guénégaud, Paris, 1982, 318 p.
- avec Marie-Annick Chalabi, Marie-Reine Charvolin, Hervé Ozil, Maisons du Vivarais, images d'architecture rurale, catalogue de l'exposition de la Bibliothèque de la ville de Lyon, 1er juin-10 septembre 1983, Association des amis des bibliothèques de la ville de Lyon, 1983, 96 p.
- Habitat et architecture [de l'Ardèche], chap. 2 de L'Ardèche, volume collectif, coll. "Les Ethnologiques", Ed. Curandera, Aubenas, 1985, 636 p., en part. p. 29-56
- Aux sources de l'architecture rurale vivaroise, in Architecture ancienne et urbanisme en Ardèche, Actes du colloque de Vinezac organisé par l'association Mémoires d'Ardèche et temps présent, 1985, coll. "Archives du Vivarais", Ed. La manufacture, Lyon, 1986, p. 69-80
- « La Chartreuse de Bonnefoy, ses grangers et les communautés paysannes du Gerbier-Mézenc de 1500 à 1788 : jalons pour une histoire économique et sociale », Cahiers de la Haute-Loire, Le Puy-en-Velay,‎ 1986
- Architecture populaire de l'Ardèche, Ed. Curandera, Poët-Laval, 1987
- « Les hommes de Bonnefoy : essai sur le droit de forestage dans les forêts de la Chartreuse », Cahiers de la Haute-Loire, Le Puy-en-Velay,‎ 1989
- avec Christian Dormoy, La datation par la dendrochronologie, in Les Cahiers du Mézenc, No 3, 1991, p. 89-94
- « L’Ymage de Notre-Dame du Pui en Auvergne à la fin du XVe siècle », Cahiers de la Haute-Loire, Le Puy-en-Velay,‎ 1993
- « Henry de Senectère, 50e abbé du Monastier : sa famille et son temps », Cahiers de la Haute-Loire, Le Puy-en-Velay,‎ 2002
- « Notes relatives à la fondation de la chartreuse de Bonnefoy en Vivarais, l’an 1156 », Cahiers de la Haute-Loire, Le Puy-en-Velay,‎ 2006
- « Le cartulaire de Bonnefoy : les péripéties du retour aux Archives de l’Ardèche du Cartulaire de la chartreuse de Bonnefoy », Les Cahiers du Mézenc, Privas, t. cahier n° 4,‎ 1992
- « Le château d'Eschamps (inventaire du mobilier en 1695 de ce château de Borée disparu) », Les Cahiers du Mézenc, Privas, t. cahier n° 2,‎ 1989 (présentation en ligne)
- « La Vierge noire de Borée », Les Cahiers du Mézenc, Privas, t. cahier n° 2,‎ 1989 (présentation en ligne)
- « L'habitat rural du Gerbier-Mézenc », Les Cahiers du Mézenc, Privas, t. cahier n° 1,‎ 1988 (présentation en ligne)